# سيميون كي. ولف
سيميون كي. ولف هو قاضي ومحامي وسياسي أمريكي، ولد في 14 فبراير 1824، وتوفي في 18 نوفمبر 1888. نشط حزبياً في الحزب الديمقراطي. وقد انتخب عضو مجلس ولاية إنديانا ‏ وانتخب عضو مجلس النواب الأمريكي.